# Вежа 2000
Вежа 2000 (рос. Башня 2000) — офісний хмарочос, який розташовується на нульовій ділянці Московського Міжнародного Ділового Центру. «Вежа 2000» є першою офісною будівлею, яку було введено в експлуатацію в комплексі «Москва-Сіті». На відміну від інших будівель комплексу, «Вежа 2000» стоїть на правому березі Москви-ріки; виходячи з деяких джерел, на місці будівлі раніше розташовувалася частина знесеного за радянської влади Дорогомиловського кладовища. Хмарочос безпосередньо з'єднаний через вестибюль з мостом «Багратіон», що з'єднує «Вежу 2000» з основною територією «Москви-Сіті».
Вхід до будівлі (і саму її) зображено на заставці та в епізодах фільму «Не народися вродливою».